# Petr Gelnar
Petr Gelnar (* 6. ledna 1973 Praha) je český herec a dabér.
Petr Gelnar vystupuje v Divadelní společnosti Háta jako herec i režisér. Hraje zde v představeních Svatba bez obřadu, Tři bratři v nesnázích a Světáci. Vidět ho bylo možné i v televizních seriálech, kde vytvořil například dvě epizodní role v seriálu Ohnivý kuře. Načítá také komentáře k dokumentárním pořadům. Nejvíce se věnuje dabingu, vytvořil zde několik rolí ve filmech i seriálech. Daboval Dr. Erica Foremana v dramatickém americkém seriálu Dr. House nebo hlavní roli seriálu Brickleberry. V animovaném seriálu Griffinovi dabuje v dabingu Barrandov Studia dabing postavu Joea Swansona. K jeho dalším významným dabérským rolím patří Dr. Heinz Dutošvarc v seriálu Phineas a Ferb a filmu Phineas a Ferb v paralelním vesmíru. Pro české znění namluvil desítky rolí.